# Оленєв Анатолій Петрович
Анатолій Петрович Оленєв (нар. 12 лютого 1956, Миколаїв, СРСР) — радянський футболіст, півзахисник та тренер. Майстер спорту СРСР (1977). У Вищій лізі СРСР провів не менше 200 матчів, забив не менше 15 м'ячів. Виступав за команди Вищої ліги СРСР: «Зоря» (Ворошиловград) 1977—1980, «Дніпро» (Дніпропетровськ) 1981—1982, «Металіст» (Харків) 1985.

## Життєпис
Дитячий тренер — В. І. Восковський, Миколаїв. Виступав на позиції півзахисника. Починав кар'єру в клубі «Суднобудівник» (Миколаїв) (друга ліга чемпіонату СРСР), де зіграв першу гру 19 вересня 1974 проти «Буковини» (Чернівці).
Влітку 1977 року був запрошений в «Зорю» (Ворошиловград), команду вищої ліги чемпіонату СРСР. За «Зорю» виступав з 1977 по 1980 рік, зіграв 150 матчів, відзначився 11-ма голами, останній сезон провів у Першій лізі чемпіонату СРСР, так як в 1979 році клуб з Ворошиловграда був понижений в класі.
У 1981 і 1982 роках виступав за «Дніпро» (Дніпропетровськ) у вищій лізі. Зіграв 55 матчів, відзначився 5-ма голами. Був призваний на військову службу, і 1983 року виступав за «СКА» (Київ) у другій лізі чемпіонату СРСР. За підсумками сезону клуб став чемпіоном Української РСР.
У 1984 році повернувся в «Суднобудівник» (Миколаїв), який тренував Є. М. Кучеревський. За підсумками сезону — бронзовий призер чемпіонату України.
1985 році на запрошення Є. Ф. Лемешка виступав за «Металіст» (Харків) у вищій лізі (15 ігор, 2 голи). Частина 1986 року провів у Миколаєві, після чого недовго грав за «Колос» (Нікополь) у першій лізі чемпіонату СРСР. З 1987 по 1989 роки Оленєв — гравець «Шахтаря» (Павлоград) (друга ліга чемпіонату СРСР). Кар'єру гравця завершував у махачкалинському «Динамо» в 1990 році (друга ліга чемпіонату СРСР).
У командах майстрів працював з відомими тренерами: Є. Ф. Лемешко («Суднобудівник», 1974, «Металіст», 1985), В. Т. Фомін («Суднобудівник», 1977, «СКА», 1983), Й. Й. Сабо («Зоря», 1977), В. А. Ємець («Дніпро», 1981—1982), Є. М. Кучеревський («Суднобудівник», 1984).

## Цікаві факти
- У 1976 році в складі миколаївського «Суднобудівника» в матчі проти «Колоса» (Полтава) забив 500-ий гол команди в чемпіонатах України.
- У 1981 році в складі «Дніпра» забив на домашньому полі переможний м'яч у ворота московського «Динамо».
- У 1981 році в складі «Дніпра» також на домашньому стадіоні забив переможний м'яч у ворота «Зеніту» (Ленінград).
- Перший матч в чемпіонатах СРСР провів проти одеського «Чорноморця» влітку 1977 року.
- Перший стартовий матч у чемпіонатах СРСР — проти чинного чемпіона СРСР 1976 року московського «Торпедо» (виїзна перемога ворошиловградців з рахунком 1:0).
- За словами самого гравця, в чемпіонатах СРСР провів не менше 200 ігор, забив не менше 15 м'ячів[1].

## Досягнення
- Чемпіонат УРСР
  -  Чемпіон (2): 1974 (Суднобудівник), 1983 (СКА)
  -  Бронзовий призер (1): 1984 (Суднобудівник)

- Кубок СРСР
  - 1/2 фіналу (2): 1977 (Зоря), 1983 (Дніпро)

- Майстер спорту СРСР (з 1977 року)

## Тренерська кар'єра
Тренерську кар'єру починав в «Шахтарі» (Павлоград) (друга ліга чемпіонату СРСР, 1990 рік). В період 1994—1995 рр. — старший тренер «Хіміка» (Сєвєродонецьк), перша ліга України.
У 1998 році — помічник старшого тренера команди «Есил-Богатир» (Петропавловськ, Казахстан), вища ліга чемпіонату Казахстану.
В період з 2007 по 2009 роки — помічник старшого тренера клубу «Дніпро-75» (Дніпропетровськ), друга ліга України.